# Басињана
Басињана (итал. Bassignana) је насеље у Италији у округу Алесандрија, региону Пијемонт.
Према процени из 2011. у насељу је живело 1366 становника. Насеље се налази на надморској висини од 98 м.

## Становништво
| 1931. | 1936. | 1951. | 1961. | 1971. | 1981. | 1991. | 2001. | 2011. |
| ----- | ----- | ----- | ----- | ----- | ----- | ----- | ----- | ----- |
| 2.452 | 2.365 | 2.096 | 1.920 | 1.659 | 1.663 | 1.709 | 1.737 | 1.742 |